# Pascal Gygax
Pour les articles homonymes, voir Gygax.
Pascal Gygax, né le 17 décembre 1974 à Evilard/Leubringen ou Bienne (BE), est un psycholinguiste suisse, spécialisé dans l'étude du langage inclusif.
Il est le cofondateur et directeur de l'unité de recherche en psycholinguistique et psychologie sociale appliquée de l'Université de Fribourg.

## Biographie
Pascal Mark Gygax naît le 17 décembre 1974 à Evilard/Leubringen ou à Bienne, dans le canton de Berne. Il a une sœur aînée. Son père est ingénieur en microtechnique, issu d'une famille d'horlogers. Sa mère est anglaise.
Il grandit à Bienne jusqu'à l'âge de 20 ans. En 1992, il est champion suisse interclubs juniors de tennis. Il entraîne par ailleurs l'équipe suisse de tennis en fauteuil roulant.
Après une année de mathématiques à l'université, il étudie la psychologie en Angleterre à partir de 1995. Il y décroche en 1998 un bachelor en psychologie à l'université de Derby, suivi d'un master en psychologie du sport et de l'exercice l'année suivante à l'université de Liverpool et d'une thèse en psychologie expérimentale à l'université du Sussex en 2002, consacrée à la « compréhension des émotions dans le texte », sous la direction de Jane Oakhill (en) et Alan Garnham,,.
Il intervient régulièrement dans les médias suisses romands sur les questions de langage inclusif,,,.
Il est en couple avec Sandrine Moeschler, responsable du secteur médiation du Musée cantonal des beaux-arts de Lausanne et sœur de la municipale lausannoise socialiste Émilie Moeschler. Ils ont une fille, née en 2009. Ils vivent à Lausanne.

## Parcours académique et recherches
Il revient en Suisse en 2002, où il cofonde l'année suivante et dirige l'unité de recherche en psycholinguistique et psychologie sociale appliquée rattachée au Département de psychologie de l'Université de Fribourg,,.
Il commence à travailler sur la question du genre en 2004 avec la psychologue sociale Ute Gabriel et se spécialise dans l'étude du langage inclusif sous l'angle des liens entre le langage et la pensée,. Il explore la manière dont le langage est un vecteur inconscient des inégalités dès le plus jeune âge. Ses expériences montrent en particulier un biais cognitif dans l'interprétation du masculin générique en faveur du masculin, biais qui participe d'une vision androcentrée de la société.
Il obtient une vingtaine de fonds nationaux et internationaux pour ses recherches sur l'égalité entre les hommes et les femmes. En 2016, il lance le projet Fair language, visant à récolter des fonds pour poursuivre la recherche sur la langue et son impact sur les inégalités et sur les interventions possibles pour y remédier,.
Il est également coauteur, en 2010, d'une étude sur l'absence d'impact auprès des jeunes des mises en garde contre le tabagisme qui figurent sur les paquets de cigarettes,.

## Distinction
- 2024 : prix Marcel Benoist « pour ses contributions remarquables sur l’étude du lien entre le langage et les préjugés liés au genre »[17]

## Publications (sélection)

### Ouvrage
- Pascal Gygax, Ute Gabriel, Sandrine Zufferey, Le cerveau pense-t-il au masculin ?, Le Robert, coll. « Temps de parole », 5 mai 2021, 176 p. (EAN 9782321016892)

### Articles scientifiques
- (en) Pascal Gygax, Sayaka Sato, Anton Ött, Ute Gabriel, « The masculine form in grammatically gendered languages and its multiple interpretations: a challenge for our cognitive system », Language Sciences,‎ janvier 2021, p. 9 (lire en ligne)
- (en) Sayaka Sato, Ute Gabriel, Pascal M. Gygax, « Altering Male-Dominant Representations: A Study on Nominalized Adjectives and Participles in First and Second Language German », Journal of Language and Social Psychology,‎ 19 janvier 2016, p. 32 (lire en ligne)
- Pascal Gygax, Oriane Saarrasin Arik Lévy, Sayaka Sato et Ute Gabriel, « La représentation mentale du genre pendant la lecture : état actuel de la recherche francophone en psycholinguistique », Journal of French Language Studies,‎ 23 janvier 2013, p. 243-257 (lire en ligne)
- (en) Pascal Gygax, Marlène Bosson, Christelle Gay et Farfalla Ribordy, « Relevance of health warnings on cigarette packages: a psycholinguistic investigation », Health Communication,‎ 2010, p. 397-409 (lire en ligne)
- Pascal Gygax et Noelia Gesta, « Féminisation et lourdeur de texte », L'Année psychologique,‎ 2007, p. 239-55 (lire en ligne)